# Кунцевщина (Гродненський район, Гродненська область)
Кунцевщина (біл. вёска Кунцаўшчына) — село в складі Гродненського району Гродненської області, Білорусь. Село підпорядковане Індурській сільській раді, розташоване в західній частині області.

## Відомі люди
- Цихун Опанас Петрович (1910—2005) — білоруський викладач, краєзнавець, літератор.
- Цихун Геннадій Опанасович (1936—2024) — білоруський мовознавець.